# グリスタン・スタジアム
グリスタン・スタジアム (英語: Guliston Stadium、ウズベク語: Stadion Guliston / Стадион Гулистан) は、ウズベキスタン・シルダリヤ州の州都グリスタンにある多目的スタジアムである。

## 概要
収容人数は12,400人。主にサッカーの試合に用いられ、ウズベク・リーグに所属するFCグリスタンがホームスタジアムとして使用している。

## 交通アクセス
ウズベキスタン鉄道のグリスタン駅よりタクシーで約2～3分。